# Constantin Simionescu (avocat)
Constantin Simionescu (n. 1889 – d. 10 octombrie 1990) a fost un avocat român. Pentru acte de bravură și umanitate – a salvat evrei în timpul celui de-al doilea război mondial – a primit din partea Statului Israel titlul și medalia de Drept între popoare și Cetățenia de Onoare a Israelului.

## Acte de bravură și umanitate
În timpul celui de-al Doilea Război Mondial, Constantin Simionescu practica avocatura și era decanul baroului din Iași. El a ajutat zece evrei ieșeni, din familiile Spiegel, Sapira, Siegler ș.a. Simionescu i-a luat pe Fred Spiegel, de 16 ani, împreună cu frații lui, sub protecția sa, după ce tatăl lor fusese dus în trenul morții, iar mama fusese arestată (Yad Vashem, dosar 4892).